# Миків
Миків, Миково, Тиса, Тіса (рум. Tisa) — село у повіті Марамуреш в Румунії. Входить до складу комуни Бочкою-Маре.
Село розташоване на відстані 423 км на північ від Бухареста, 41 км на північний схід від Бая-Маре, 132 км на північ від Клуж-Напоки.

## Населення
За даними перепису населення 2002 року у селі проживали 1345 осіб.
Національний склад населення села:
| Національність | Кількість осіб | Відсоток |
| -------------- | -------------- | -------- |
| румуни         | 920            | 68,4%    |
| українці       | 220            | 16,4%    |
| угорці         | 200            | 14,9%    |
| німці          | 5              | 0,4%     |

Рідною мовою назвали:
| Мова       | Кількість осіб | Відсоток |
| ---------- | -------------- | -------- |
| румунська  | 936            | 69,6%    |
| українська | 215            | 16,0%    |
| угорська   | 192            | 14,3%    |